# Rosenkrantz Gods
Rosenkrantz Gods (ty. Gut Rosenkrantz) er en herregård i det nordlige Tyskland, beliggende i Gettorp Sogn ved landsbyen Schinkel i Sydslesvig ca. 20 km. vest for Kiel. 
Godset hed oprindelig Schinkel ligesom den nærliggende landsby. Historien kan føres tilbage til 1200-tallet, hvor ejeren Nicolaus de Schinkel nævnes i 1284. I de følgende århundreder var godset ejet af medlemmer af flere fremtrædende adelsslægter som Rantzau, Ahlefeldt og Brockdorff. I 1828 blev godset erhvervet af dr. jur. Robert Eduard Weber. Han havde i 1824 ægtet Axeline Louise Sophie Rosenkrantz, og hun var besidder af penge-fideikommis på 174.000 rigsdaler, som var oprettet efter ophævelsen af stamhuset Søbysøgård på Fyn. Det var for disse midler, at Weber efter kongelig bevilling kunne erhverve godset Schinkel. Straks efter overtagelsen blev godset omdøbt til Rosenkrantz. Robert Weber blev 1862 af hertug Ernst 1 af Sachsen-Coburg og Gotha optaget i den friherrelige stand med navnet friherre Weber von Rosenkrantz. 

## Ejerliste (ikke komplet)
- 1284 Nicolaus Schinkel
- 1337 Lyder Schinkel
- 1358 Hartvig Schinkel
- ca. 1512-ca. 1520 Claus Breide
- ca. 1520-1535 Catharine von Ahlefeldt (enke)
- 1535-1571 Christopher Rantzau
- 1571-1575 Christopher Rantzaus arvinger
- 1575-? Otto Rantzau
- ?-1638 Dorothea von Buchwaldt (enke)
- 1638-1656 Dorotheau Rumohr (datterdatter)
- 1656-1684 Cai von Ahlefeldt (sønnesøn)
- 1684-1727 Anna Catharine von Ahlefeldt (datter)
- 1727-1781 Henrik Frederik Brockdorff (søn)
- 1781-1784 Cai Rantzau (søstersøn)
- 1784-1786 Josias Jensen
- 1786 Christian og Georg Bruyn
- ca. 1790 Christian Bruyn (eneejer)
- 1809-1828 Caroline von Klöcker (datter)
- 1828-1876 Robert og Axeline Weber von Rosenkrantz
- 1876-1901 Axel Weber von Rosenkrantz (søn)
- 1901-1944 Richard Weber von Rosenkrantz (søn)
- 1944-? Ingeborg Arnold (datter)